# 陳煥章
陳 煥章（ちん かんしょう）は清末民初の思想家、社会活動家。儒教を宗教とみなす孔教の信奉者。字は重遠。
15歳で広州の万木草堂に入学し、康有為に師事した。1903年、挙人となる。1905年にアメリカに留学し、1911年にコロンビア大学で哲学博士の学位を得た。1912年に帰国して上海に「孔教会」を創設し、康有為が会長となり、陳煥章は総幹事となった。1913年、袁世凱より大総統府顧問として招かれて北京に赴き、厳復や梁啓超らとともに孔教を国教とする運動を展開した。1915年、袁世凱の帝政に反対して故郷に帰った。1930年、香港に「孔教学院」を創設し、院長となった。